# Czerwony afisz (film)
Czerwony afisz (fr. L'affiche rouge) – francuski dramat wojenny z 1976 roku w reżyserii Franka Cassenti opowiadający o losach członków francuskiego ruchu oporu – grupy Manukiana. Tytuł nawiązuje do słynnej akcji propagandowej przeprowadzonej przez Niemców, w wyniku której na ulicach miast rozwieszono czerwone afisze (w łącznej liczbie piętnastu tysięcy) zawierające fotografie Manukiana i jego towarzyszy-imigrantów przedstawionych jako kryminalistów zagranicznych udających bojowników o wolność Francji.

## Obsada
- Roger Ibanez jako	Missak Manukian
- Pierre Clémenti  jako Marcel Rayman
- László Szabó jako	Joseph Boczov
- Malka Ribowska jako Mélinée Manukian
- Anicée Alvina jako koleżanka Raymana
- Maja Wodecka jako Olga Bancic
- Silvia Badescu jako Dolores Bancic
- Mário González jako Celestino Alfonso
- Julian Negulesco jako Spartaco Fontano
- Jean Lescot jako Alexandre Jar
- Alain Salomon jako Goebbels
- Louba Guertchikoff jako matka Celestino
- Jonathan Sutton jako Thomas Elek
- Jacques Rispal jako Abraham
- Georges Ser jako niemiecki oficer
- Bruno La Brasca jako Rino Della Negra
- Albert Palma jako Szlama Grzywacz
- Jean-Frédéric Ducasse jako Wolf Wajsbrot
- Guy Coudray jako Robert Witchitz
- Léon Wanhoun jako Léon Goldberg